# Barral di Baux
Ugone Barral de Baux, o del Baus o del Balzo (1217 – 1270), figlio di Ugone III de Baux e di Barrale de Marseille, è stato 8° signore di Les Baux-de-Provence dal 1240 al 1270 e 2° visconte di Marsiglia, signore di Méjanes, Trinquetaille, Castillon, Cornillon, Villeneuve, Brantes, Caromb, Sarrians, Bédouin, Loriol, Monteux ed altro. Fu Podestà d'Avignone (1248), d'Arles (1249-1250) e di Milano (1265-1266), e Gran Giustiziere del Regno di Sicilia (1266-1268).
Fu siniscalco del Contado Venassino per Raimondo VII di Tolosa, conte di Tolosa (1236), del quale sposò la nipote, Sibilla d'Anduze.
Si oppose alla Crociata degli Albigesi; sostenne la ribellione della Provenza contro Carlo I d'Angiò nel 1247. Obbligato ad arrendersi da Carlo nel giugno del 1251, divenne un suo fervente alleato, aiutandolo nella repressione della ribellione nel 1262 e seguendolo nella conquista del Regno di Sicilia (1266), fermandosi prima a Milano venendo nominato (1265) Podestà e poi (1266) Gran Giustiziere di Sicilia. Gli successe nel feudo di Les Baux il figlio Bertrando II.

## Biografia
Prima di ereditare il feudo di Les Baux, il fatto d'arme più eclatante per Barral fu la presa del Contado Venassino, che lo porterà ad entrare in attrito con il Papa Gregorio IX, il quale mirava ad entrarne in possesso. L'arcivescovo di Arles su ordine del sommo pontefice lo fece scomunicare.

### La questione della presa di Trinquetaille
Nel 1240, alla morte di suo padre, diventa signore di Les Baux. L'estate dello stesso anno, Raimondo VII, conte di Tolosa, determinato a mettere Arles sotto il suo controllo, con un esercito si diresse verso la Camargue impossessandosi di Trinquetaille, conquistandola senz'altro con il consenso forzato di Barral (che ne era il feudatario), in quanto i due erano amici. Nonostante un assedio di tre mesi, non riusciva a prendere la città, tanto più che, mentre languiva in questa situazione di stallo, veniva a trovarsi sotto la minaccia delle truppe reali.
Luigi IX, re di Francia, intervenne a favore di Barral, consentendogli di riprendere possesso dei suoi territori.
Favorevole al conte di Provenza, la popolazione arlesiana si ribella e si impadronisce di Trinquetaille e altri territori. L'arcivescovo d'Arles, Giovanni Baussan, confisca i redditi delle terre sequestrate che sarebbero dovuti andare a Barral.
Il 21 dicembre 1245 un trattato di pace viene concluso con l'arcivescovo ed il 17 gennaio 1246 Barral presta l'omaggio alla contessa di Provenza ottenendone in cambio, il 5 febbraio seguente, la restituzione di tutti i suoi feudi.

### Contrasto con l'arcivescovo di Arles
Nel 1249, Carlo I d'Angiò, nuovo conte di Provenza (1246), avendo deciso di sottomettere le città indipendenti di Marsiglia, Arles ed Avignone, sfruttò l'opportunità del sostegno dell'arcivescovo di Arles Giovanni Baussan. Barral prende le parti della popolazione di Arles e dei suoi cittadini scomunicati, permettendogli di restare nei favori del conte. Arles lo considera un eroe e lo proclama podestà, mentre Giovanni Baussan protesta e invia dei delegati incaricati di leggere delle lettere al consiglio cittadino. Barral li lascia fare, ma il clamore suscitato fu tale che gli inviati di Baussan sono costretti ad una fuga precipitosa.
L'anno seguente, lo stesso arcivescovo lancia un interdetto su Arles e le terre di Les Baux-de-Provence.

### L'assedio di Arles (1251)
Ritornato dalla Palestina, il conte di Provenza mette sotto assedio Arles, con l'aiuto del conte di Poitiers, Alfonso, fratello del re Luigi IX, dato che la popolazione di Arles aveva rifiutato di sottomettersi e aveva esautorato l'arcivescovo del suo potere sulla città. Barral, nominato dunque podestà di Avignone, preferisce non intromettersi nel conflitto, concentrandosi nella difesa dei suoi feudi ed in particolar modo in quella di Les Baux.
Arles finisce per arrendersi e sottomettersi al conte di Provenza e Giovanni Baussan viene reintegrato nelle sue funzioni.

### La revoca della scomunica
Il 26 dicembre 1251, Barral chiede all'arcivescovo d'Arles di ottenere la revoca delle sentenze di scomunica e degli interdetti gravanti su di lui.
Inoltre, al fine di far dimenticare i propri errori del passato, Barral si impegna con la regina Bianca a sottomettere ai figli le città ribelli: Avignone al conte di Poitiers ed Arles al conte d'Angiò, giurando sui suoi figli ed i suoi beni. Ma sarà solo nel gennaio 1253 che il conte di Poitiers restituirà a Barral i feudi del Contado Venaissino ed alla condizione di recarsi per due anni in Terra santa.
Il 17 delle calende di novembre del 1255,nel chiostro della chiesa di Sant'Andrea a Les Baux venne stilato un accordo nel quale gli si concedeva la riconciliazione con Giovanni Baussan.
Nonostante la sua evidente ostilità passata, le relazioni tra Barral e il conte di Provenza, Carlo d'Angiò, furono sempre tra le più cordiali e fondate su una reciproca stima e fiducia. Infatti, dopo essere stato nominato re di Napoli (1266), Carlo invia Barral a Milano per preparare il terreno al libero passaggio delle truppe angioine in marcia verso Roma prima, e Napoli poi, concludendo dei trattati di alleanza con Filippo della Torre.

### Morte
Secondo una tradizione provenzale, Barral sarebbe morto ad Avignone, nel 1270, di attacco cardiaco allorché vide un corvo posarsi sulla finestra della sala dove lui si trovava con la moglie e i suoi figli. Barral avrebbe dunque avuto un'ossessione verso questi uccelli dal giorno in cui ne vide uno in un campo presso Saint-Rémy-de-Provence.

## Matrimonio e discendenti
Barral sposò Sibilla d'Anduze, figlia di Pierre Bermond Signore d'Anduze e di Constance de Tolosa, dalla quale ebbe diversi figli:
- Cecilia, donna di grande bellezza tanto da essere soprannominata "Passerose", sposa nel 1244 di Amedeo IV di Savoia
- Marquisia, sposa di Henri II, conte di Rodez
- Ugo, che muore giovane
- Bertrando, che sarà 9º signore di Baux e 1º conte di Avellino
- Alasacie, sposa prima di Dalmas de Tarascon e poi di Ermengaud de Sabran, conte d'Ariano.